# Castelo de Vila Viçosa

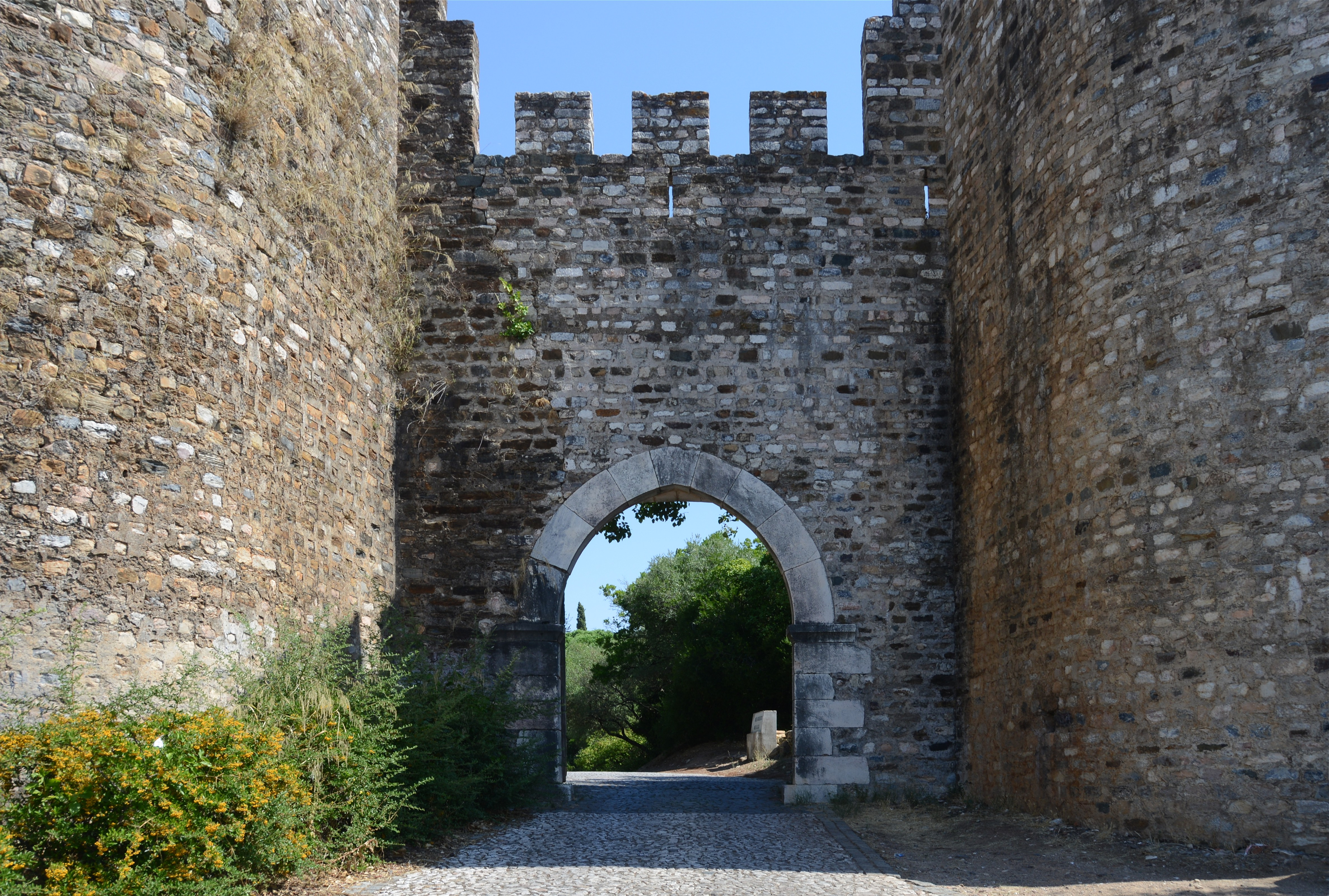
Castelo de Vila Viçosa, Portugal: porta.

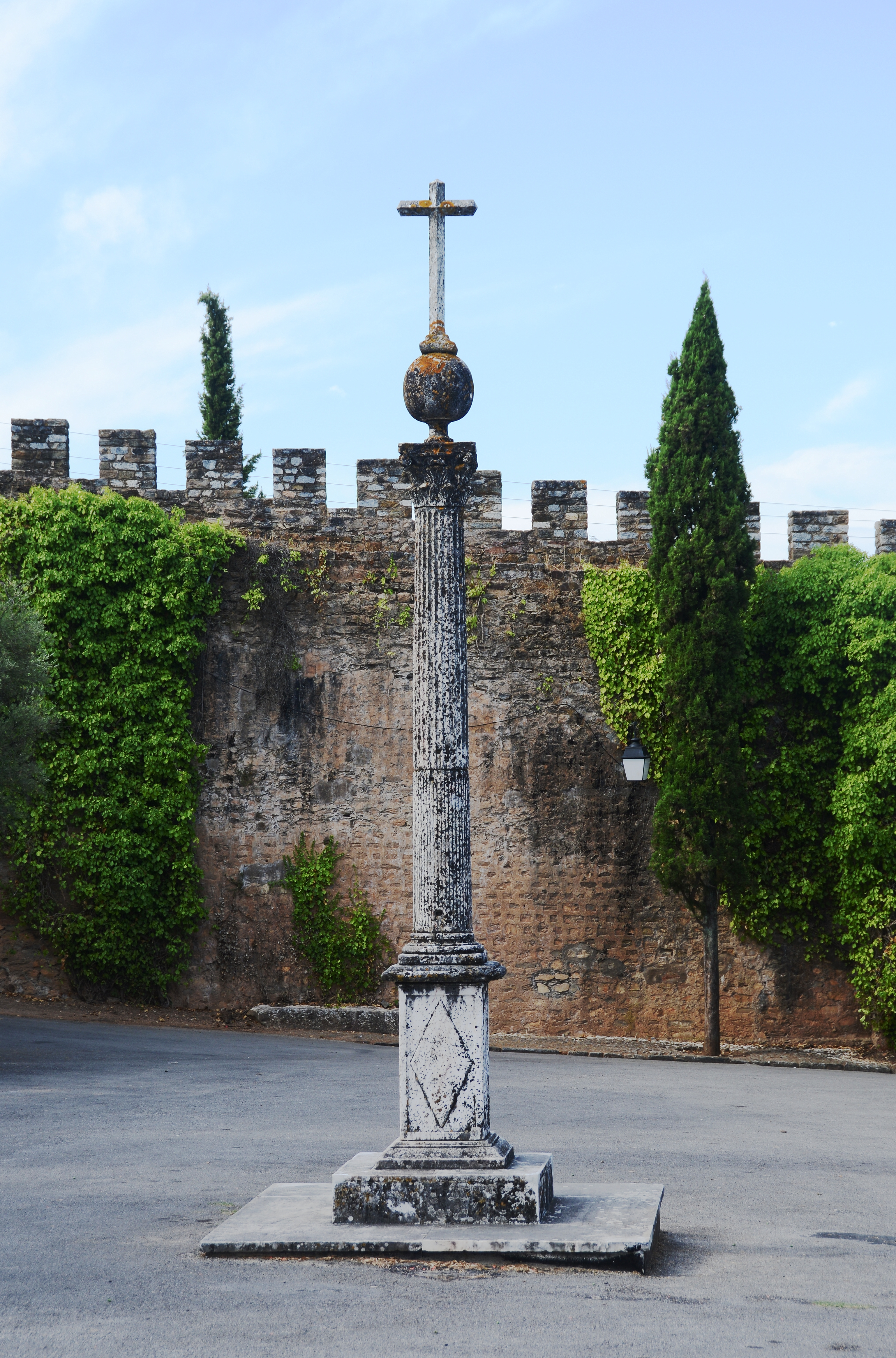
Pelourinho no Castelo de Vila Viçosa.

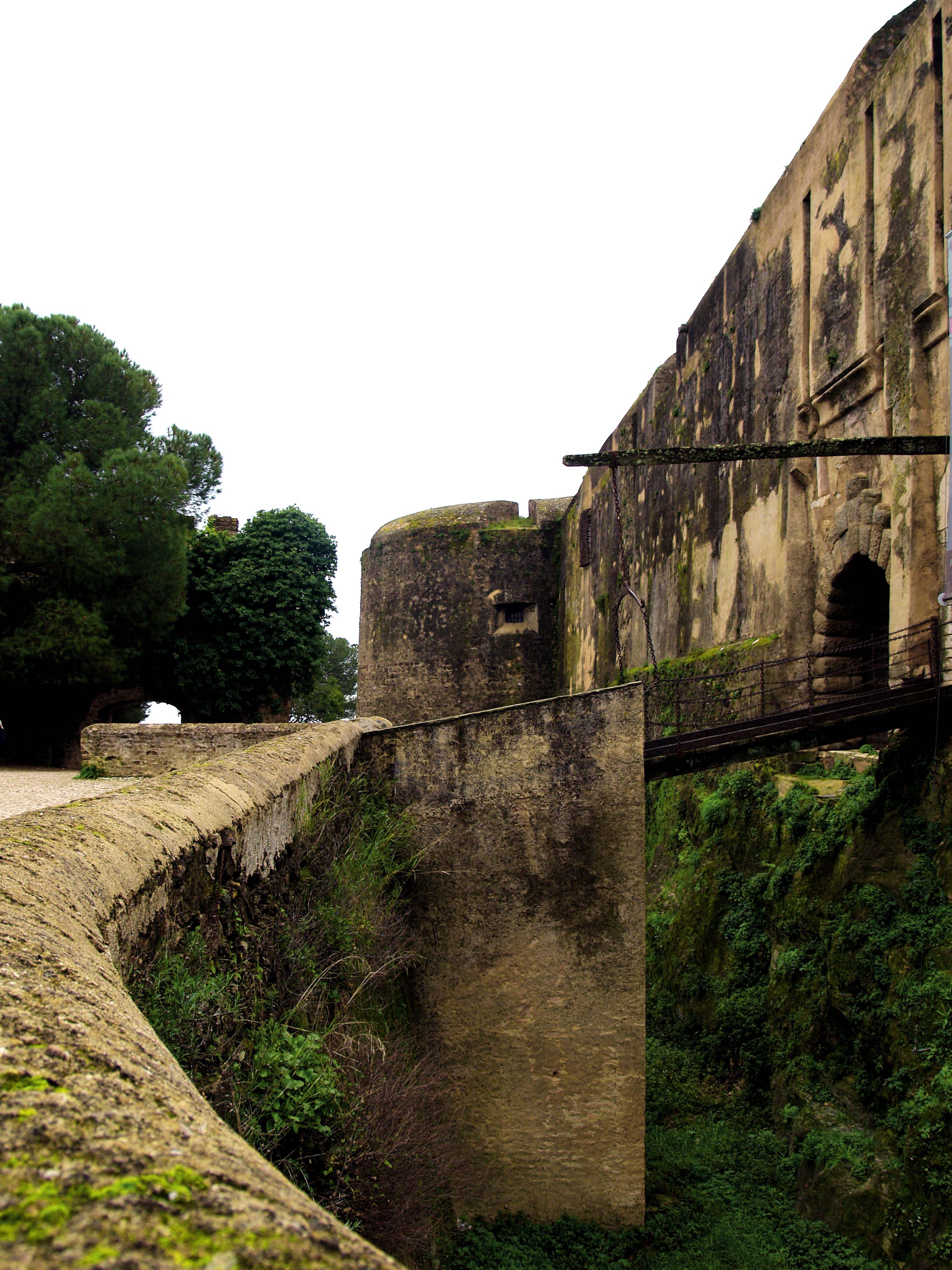
Castelo de Vila Viçosa: aspecto do portão de entrada, fosso, muralha e bastião.

O Castelo de Vila Viçosa é um monumento localizado na freguesia de Nossa Senhora da Conceição e São Bartolomeu da vila e município de Vila Viçosa, distrito de Évora, Alentejo, Portugal.
Em posição dominante sobre a vila, nas proximidades da vertente nordeste da serra de Ossa, ergue-se sobre uma colina defendida naturalmente pela ribeira de Ficalho e pela ribeira do Carrascal, afluentes menores do rio Guadiana.
Encontra-se classificado como monumento nacional por decreto publicado em 23 de junho de 1910.

## História

### Antecedentes
Embora não haja informações seguras, a julgar pelo testemunho de lápides encontradas na região, acredita-se que a primitiva ocupação humana deste local remonte à Invasão romana da Península Ibérica. Por ser vizinha à estrada romana que comunicava Évora a Mérida, alguns autores acreditam que essa ocupação de sua elevação tenha sido concretizada por alguma pequena fortificação.

### O castelo medieval
À época da Reconquista Cristã da península, quando da afirmação da nacionalidade portuguesa, a região foi dominada a partir da conquista de Alcácer do Sal (1217).
Embora não se possa afirmar se uma primitiva povoação foi abandonada e reocupada ou se o seu povoamento cristão foi tardio, é certo que Vila Viçosa recebeu de D. Afonso III (1248–1279) a sua carta de foral, passada a 5 de junho de 1270. Datará, dessa época, o início da construção de seu castelo, a que seu filho e sucessor, D. Dinis (1279–1325), dará um efetivo impulso, terminando a sua edificação e fazendo erguer a cerca da vila.
No reinado de D. Fernando I (1367–1383), a exemplo do que se fez em diversos castelos do Reino, foram feitos importantes melhoramentos na fortificação de Vila Viçosa.
Ao se encerrar a crise de 1383–1385, os domínios de Vila Viçosa integraram a vasta doação feita por D. João I (1385–1433) ao condestável do Reino, D. Nuno Álvares Pereira, em recompensa pelos serviços prestados. 
A vila, por sua vez, passou para o seu neto, D. Fernando, conde de Arraiolos, por doação em 4 de Abril de 1422. Vindo este a se tornar o 2.º duque de Bragança e estando habituado às planícies alentejanas, não quis instalar-se no Paço ducal de Guimarães. Assim, fez construir no Castelo de Vila Viçosa um paço, elevando esta localidade à categoria de sede do Ducado de Bragança.
O seu filho, D. Fernando II, 3.º duque de Bragança, veio porém a ser acusado pelo rei D. João II de traição, pelo que foi degolado em Évora. Em decorrência, a família seguiu para o exílio em Castela, abandonando o Castelo de Vila Viçosa, onde residia.
Uma vez regressados, o duque D. Jaime I não quis morar no paço ligado à trágica memória do pai e, estando tratado o seu casamento com a fidalga castelhana D. Leonor, filha do duque de Medina Sidónia, fez construir, em 1501, o atual Paço Ducal, onde passou a residir desde o seu matrimónio, no ano seguinte. Ainda por sua determinação, fizeram-se várias obras no castelo, entre as quais os bastiões redondos em estilo italiano e o fosso defensivo.

### Da Guerra da Restauração aos nossos dias
No contexto da Guerra da Restauração, o castelo recebeu o reforço de uma nova cintura de muralhas, erguida entre 1663 e 1664, com planta no formato de um polígono estrelado, adaptada à então moderna artilharia. Assim defendida, a vila resistiu vitoriosa ao assalto das tropas espanholas sob o comando do marquês de Caracena, batidas em seguida, em local próximo, pelas tropas portuguesas sob o comando do marquês de Marialva, na batalha de Montes Claros (1665).
O castelo - atualmente propriedade da Fundação da Casa de Bragança - sofreu intervenções de consolidação e restauro em diversos momentos ao longo do século XX, tendo servido durante alguns anos de pousada. Atualmente encontram-se nele instalados o Museu da Caça, onde se encontra a coleção privada de Manuel Lopo Caroça de Carvalho, e o Museu de Arqueologia da fundação.

## Características
O castelo medieval apresenta planta quadrada, com muralhas de cerca de sessenta metros de lado, reforçadas, nos ângulos Oeste e Leste, por grandes torreões de planta circular. A sua face Noroeste e parte da Nordeste eram comuns à cerca da vila. Em seu interior ergueu-se a igreja matriz, sede da primeira paróquia da vila, e que hoje é o importante Santuário de Nossa Senhora da Conceição de Vila Viçosa, proclamada padroeira de Portugal em 1646.
A Torre de Menagem só foi erguida sob o reinado de D. Fernando, afastada do castelo, em face de uma porta rasgada a meio do troço Sudoeste da cerca da vila, à qual se ligava por um passadiço.
Delimitando uma área de cerca de três hectares, a cerca da vila, de planta pentagonal irregular, é rasgada por diversas portas, entre as quais a chamada "Porta de Évora", a "Porta de Estremoz" e a "Porta de Olivença".